# Diócesis de Duluth
La diócesis de Duluth (en latín: Dioecesis Duluthensis y en inglés: Roman Catholic Diocese of Duluth) es una circunscripción eclesiástica de la Iglesia católica en Estados Unidos. Se trata de una diócesis latina, sufragánea de la arquidiócesis de Saint Paul y Mineápolis. Desde el 7 de abril de 2021 su obispo es Daniel John Felton.

## Territorio y organización
La diócesis tiene 32 000 km² y extiende su jurisdicción sobre los fieles católicos de rito latino residentes en 15 condados del estado de Minnesota: Aitkin, Carlton, Cass, Cook, Crow Wing, Itasca, Koochiching, Lake, Pine y St. Louis.
La sede de la diócesis se encuentra en la ciudad de Duluth, en donde se halla la Catedral de Nuestra Señora del Rosario.
En 2021 en la diócesis existían 71 parroquias.

## Historia
La diócesis fue erigida el 3 de octubre de 1889 con el breve Ex debito supremi del papa León XIII, obteniendo el territorio del vicariato apostólico de Minnesota Septentrional, al mismo tiempo elevado al rango de diócesis con el nombre de diócesis de Saint Cloud.
El 31 de diciembre de 1909 cedió una porción de su territorio para la erección de la diócesis de Crookston.
El 1 de septiembre de 1957, como consecuencia del decreto Templum paroeciale de la Congregación Consistorial, la catedral fue trasladada de la iglesia del Sagrado Corazón de Jesús a la iglesia de Nuestra Señora del Rosario.

## Estadísticas
Según el Anuario Pontificio 2022 la diócesis tenía a fines de 2021 un total de 44 642 fieles bautizados.
| Año                                                                             | Población            | Población | Población      | Sacerdotes | Sacerdotes    | Sacerdotes    | Bautizados por sacerdote | Diáconos permanentes | Religiosos | Religiosos | Parroquias |
| Año                                                                             | Bautizados católicos | Total     | % de católicos | Total      | Clero secular | Clero regular | Bautizados por sacerdote | Diáconos permanentes | Varones    | Mujeres    | Parroquias |
| ------------------------------------------------------------------------------- | -------------------- | --------- | -------------- | ---------- | ------------- | ------------- | ------------------------ | -------------------- | ---------- | ---------- | ---------- |
| 1950                                                                            | 89 646               | 372 495   | 24.1           | 123        | 94            | 29            | 728                      |                      | 10         | 469        | 74         |
| 1966                                                                            | 104 791              | 410 815   | 25.5           | 157        | 115           | 42            | 667                      |                      | 8          | 471        | 124        |
| 1970                                                                            | 98 354               | 410 815   | 23.9           | 92         | 92            |               | 1069                     |                      | 2          | 397        | 86         |
| 1976                                                                            | 93 107               | 406 800   | 22.9           | 121        | 85            | 36            | 769                      |                      | 38         | 344        | 82         |
| 1980                                                                            | 101 487              | 421 400   | 24.1           | 123        | 90            | 33            | 825                      |                      | 34         | 334        | 130        |
| 1990                                                                            | 82 820               | 407 000   | 20.3           | 103        | 82            | 21            | 804                      | 11                   | 21         | 211        | 100        |
| 1999                                                                            | 81 560               | 417 125   | 19.6           | 97         | 83            | 14            | 840                      | 24                   | 1          | 175        | 94         |
| 2000                                                                            | 79 074               | 415 690   | 19.0           | 95         | 83            | 12            | 832                      | 23                   | 13         | 169        | 90         |
| 2001                                                                            | 78 235               | 475 000   | 16.5           | 82         | 70            | 12            | 954                      | 25                   | 14         | 165        | 90         |
| 2002                                                                            | 71 531               | 430 852   | 16.6           | 80         | 70            | 10            | 894                      | 30                   | 12         | 161        | 93         |
| 2003                                                                            | 71 853               | 430 900   | 16.7           | 81         | 71            | 10            | 887                      | 33                   | 12         | 160        | 93         |
| 2004                                                                            | 70 950               | 431 000   | 16.5           | 80         | 71            | 9             | 886                      | 33                   | 10         | 155        | 93         |
| 2006                                                                            | 72 600               | 438 000   | 16.6           | 80         | 67            | 13            | 907                      | 33                   | 13         | 130        | 93         |
| 2013                                                                            | 56 417               | 446 956   | 12.6           | 85         | 76            | 9             | 663                      | 51                   | 9          | 97         | 91         |
| 2016                                                                            | 53 046               | 447 568   | 11.9           | 74         | 71            | 3             | 716                      | 57                   | 3          | 82         | 74         |
| 2019                                                                            | 47 414               | 447 896   | 10.6           | 72         | 71            | 1             | 658                      | 64                   | 1          | 59         | 73         |
| 2021                                                                            | 44 642               | 448 703   | 9.9            | 68         | 66            | 2             | 656                      | 62                   | 2          | 51         | 71         |
| Fuente: Catholic-Hierarchy, que a su vez toma los datos del Anuario Pontificio. |                      |           |                |            |               |               |                          |                      |            |            |            |

## Episcopologio
- James McGolrick † (15 de noviembre de 1889-23 de enero de 1918 falleció)
- John Timothy McNicholas, O.P. † (18 de julio de 1918-8 de julio de 1925 nombrado arzobispo de Cincinnati)
- Thomas Anthony Welch † (17 de diciembre de 1925-9 de septiembre de 1959 falleció)
- Francis Joseph Schenk † (27 de enero de 1960-30 de abril de 1969 retirado[nota 1])
- Paul Francis Anderson † (30 de abril de 1969-17 de agosto de 1982 renunció)
- Robert Henry Brom † (25 de marzo de 1983-1 de mayo de 1989 nombrado obispo coadjutor de San Diego)
- Roger Lawrence Schwietz, O.M.I. (12 de diciembre de 1989-18 de enero de 2000 nombrado arzobispo coadjutor de Anchorage)
- Dennis Marion Schnurr (18 de enero de 2001-17 de octubre de 2008 nombrado arzobispo coadjutor de Cincinnati)
- Paul David Sirba † (15 de octubre de 2009-1 de diciembre de 2019 falleció)
  - Michel Joseph Mulloy (19 de junio de 2020-7 de septiembre de 2020 renunció) (obispo electo)
- Daniel John Felton, desde el 7 de abril de 2021